# Crime contre la paix

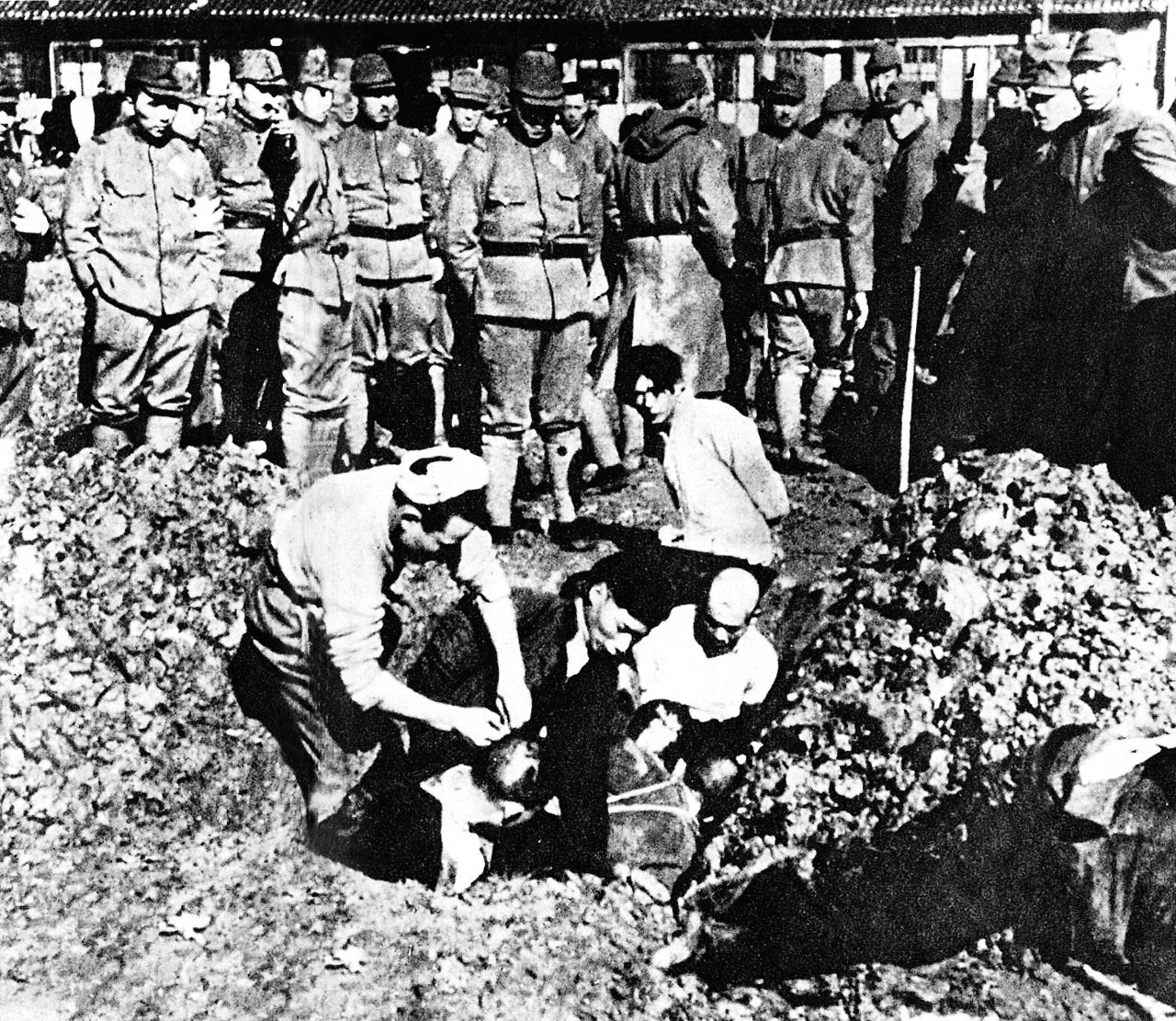
Civils chinois enterrées vivants

La notion de crime contre la paix, plus précisément de « crimes contre la paix et la sécurité de l’humanité », a été définie par l’accord de Londres du 8 août 1945 pour les tribunaux militaires internationaux de Nuremberg et de Tokyo établis après la Seconde Guerre mondiale. Selon ces accords, un tel crime se définit par « la direction, la préparation, le déclenchement ou la poursuite d'une guerre d'agression, ou d'une guerre en violation des traités, assurances ou accords internationaux, ou la participation à un plan concerté ou à un complot pour l'accomplissement de l'un quelconque des actes qui précèdent ». La poursuite des personnes pour ce genre de crime ne concerne que les dirigeants d'un pays et les très hauts officiers militaires.
Depuis, cette notion a été remplacée par celle de crime d'agression.

## Évolution de la notion
Dans l’esprit des pères fondateurs du pacte Briand-Kellogg et du droit international pénal, qui donnent son souffle d’origine à cette discipline, le crime contre la paix y trouve naturellement sa place. Il s’agit d’une notion méconnue et sous-estimée qui est souvent négligée. L’utilité de cette incrimination est pourtant incontestable car elle permet la sanction infamante (pénale) de tout acte de guerre illégal, ce qui explique sans doute la réticence, voire l’hostilité de certains États et de leurs dirigeants.
Les premières condamnations pour crime contre la paix ont été prononcées en 1946 et 1948 à Nuremberg et Tokyo. C’est à tort que l’on prétendrait que cette infraction est prématurée, trop ambitieuse ou utopique : elle est depuis formulée par écrit dans de nombreux projets doctrinaux ou officiels de codification internationale.

## Aujourd'hui
La notion de crime contre la paix est identique à celle de crime d'agression. Maintenant qu'une définition claire et définitive en a été trouvée, les personnes coupables d'un tel crime risquent d'être poursuivies devant la Cour pénale internationale (CPI).
Le complot contre la paix - c'est-à-dire le plan concerté en vue de préparer une guerre d'agression ou une guerre en violation des traités, assurances ou accords internationaux - est une notion problématique que les jugements des tribunaux de Nuremberg et de Tokyo n'ont retenue qu'avec réticence. Ce n'est ni une infraction internationale distincte, ni un mode de commission du crime contre la paix. Son utilité en matière de responsabilité se vérifie davantage d'un point de vue historique que juridique.